# Futbol'nyj Klub Zenit Sankt-Peterburg 2023-2024
Questa voce raccoglie le informazioni riguardanti lo Zenit Sankt-Peterburg nelle competizioni ufficiali della stagione 2023-2024.

## Maglie e sponsor
Il fornitore tecnico per la stagione 2023-2024 è Joma. Lo sponsor di maglia è Gazprom.
| Casa | Trasferta |

## Rosa
| N. |                     | Ruolo | Calciatore          |
| -- | ------------------- | ----- | ------------------- |
| 1  | Russia (bandiera)   | P     | Aleksandr Vasjutin  |
| 2  | Russia (bandiera)   | D     | Dmitrij Čistjakov   |
| 3  | Brasile (bandiera)  | D     | Douglas Santos      |
| 4  | Russia (bandiera)   | D     | Danil Krugovoj      |
| 5  | Colombia (bandiera) | C     | Wílmar Barrios      |
| 6  | Russia (bandiera)   | D     | Mário Fernandes     |
| 7  | Russia (bandiera)   | A     | Zelimchan Bakaev    |
| 8  | Brasile (bandiera)  | C     | Wendel              |
| 10 | Brasile (bandiera)  | C     | Malcom              |
| 10 | Francia (bandiera)  | A     | Wilson Isidor       |
| 11 | Brasile (bandiera)  | C     | Claudinho           |
| 15 | Russia (bandiera)   | D     | Vjačeslav Karavaev  |
| 16 | Russia (bandiera)   | P     | Denis Adamov        |
| 17 | Russia (bandiera)   | A     | Andrej Mostovoj     |
| 18 | Russia (bandiera)   | C     | Aleksandr Kovalenko |
| 19 | Russia (bandiera)   | C     | Aleksej Sutormin    |
| 21 | Russia (bandiera)   | C     | Aleksandr Erochin   |

| N. |                       | Ruolo | Calciatore         |
| -- | --------------------- | ----- | ------------------ |
| 23 | Russia (bandiera)     | D     | Arsen Adamov       |
| 23 | Brasile (bandiera)    | A     | Artur              |
| 24 | Brasile (bandiera)    | A     | Pedrinho           |
| 25 | Serbia (bandiera)     | D     | Strahinja Eraković |
| 27 | Brasile (bandiera)    | D     | Nino               |
| 28 | Kazakistan (bandiera) | D     | Nuraly Álip        |
| 30 | Colombia (bandiera)   | A     | Mateo Cassierra    |
| 31 | Brasile (bandiera)    | A     | Gustavo Mantuan    |
| 33 | Russia (bandiera)     | A     | Ivan Sergeev       |
| 37 | Brasile (bandiera)    | C     | Du Queiroz         |
| 41 | Russia (bandiera)     | P     | Michail Keržakov   |
| 55 | Brasile (bandiera)    | D     | Rodrigão           |
| 77 | Brasile (bandiera)    | D     | Robert Renan       |
| 77 | Russia (bandiera)     | C     | Il'zat Achmetov    |
| 79 | Russia (bandiera)     | C     | Dmitrij Vasil'ev   |
| 94 | Russia (bandiera)     | C     | Danila Kozlov      |

## Calciomercato

### Sessione estiva
| Acquisti         | Acquisti            | Acquisti             | Acquisti      |
| R.               | Nome                | da                   | Modalità      |
| ---------------- | ------------------- | -------------------- | ------------- |
| P                | Denis Adamov        | Soči                 | definitivo    |
| D                | Strahinja Eraković  | Stella Rossa         | definitivo    |
| D                | Mário Fernandes     | Internacional        | definitivo    |
| C                | Aleksandr Kovalenko | Soči                 | definitivo    |
| C                | Du Queiroz          | Corinthians          | svincolato    |
| A                | Wilson Isidor       | Lokomotiv Mosca      | prestito      |
| A                | Gustavo Mantuan     | Corinthians          | definitivo    |
| Altre operazioni |                     |                      |               |
| R.               | Nome                | da                   | Modalità      |
| P                | Nikita Gojlo        | Pari Nižnij Novgorod | definitivo    |
| C                | Jaroslav Michajlov  | Pari Nižnij Novgorod | definitivo    |
| C                | Daniil Šamkin       | KAMAZ                | fine prestito |

| Cessioni         | Cessioni           | Cessioni           | Cessioni   |
| R.               | Nome               | a                  | Modalità   |
| ---------------- | ------------------ | ------------------ | ---------- |
| P                | Daniil Odoevskij   | Volgar' Astrachan' | prestito   |
| D                | Arsen Adamov       | Orenburg           | prestito   |
| C                | Zelimchan Bakaev   | Al-Wahda           | prestito   |
| C                | Daler Kuzjaev      | Le Havre           | svincolato |
| C                | Malcom             | Al-Hilal           | definitivo |
| Altre operazioni |                    |                    |            |
| R.               | Nome               | da                 | Modalità   |
| P                | Nikita Gojlo       | Soči               | prestito   |
| D                | Il'ja Vachanija    | Rostov             | svincolato |
| C                | Jaroslav Michajlov | Orenburg           | prestito   |
| C                | Daniil Šamkin      | Torpedo Mosca      | definitivo |

### Sessione invernale
| Acquisti | Acquisti        | Acquisti    | Acquisti   |
| R.       | Nome            | da          | Modalità   |
| -------- | --------------- | ----------- | ---------- |
| D        | Nino            | Fluminense  | definitivo |
| C        | Il'zat Achmetov | Krasnodar   | definitivo |
| A        | Artur           | Palmeiras   | definitivo |
| A        | Pedrinho        | Corinthians | definitivo |

| Cessioni | Cessioni          | Cessioni      | Cessioni   |
| R.       | Nome              | a             | Modalità   |
| -------- | ----------------- | ------------- | ---------- |
| D        | Dmitrij Čistjakov | Soči          | prestito   |
| D        | Robert Renan      | Internacional | prestito   |
| C        | Danila Kozlov     | Baltika       | definitivo |
| C        | Du Queiroz        | Grêmio        | prestito   |
| C        | Aleksej Sutormin  | Soči          | prestito   |

## Risultati

### Prem'er-Liga

#### Girone d'andata
| Arbitro: | Ivanov |

|  |           |                    |
|  | Marcatori | 57’, 83’ Cassierra |

| Arbitro: | Kukuljak |

|                         |           |               |
| Komličenko 90+3’ (rig.) | Marcatori | 43’ Cassierra |

| Arbitro: | Amelin |

|                                |           |                               |
| Balbuena 9’ (aut.) Sergeev 90’ | Marcatori | 2’, 33’ Tjukavin 90+6’ Grulëv |

| Arbitro: | Šadjanov |

|                           |           |  |
| Sergeev 16’ Mantuan 90+8’ | Marcatori |  |

| Arbitro: | Karasëv |

|                    |           |                                 |
| Sobolev 81’ (rig.) | Marcatori | 32’, 73’ Wendel 90+4’ Cassierra |

| Arbitro: | Čistjakov |

|                                               |           |  |
| Sergeev 8’ Cassierra 30’, 68’ Claudinho 45+1’ | Marcatori |  |

| Arbitro: | Kukujan |

|               |           |               |
| Zabolotnyj 4’ | Marcatori | 88’ D. Santos |

| Arbitro: | Šafeev |

|  |           |                                       |
|  | Marcatori | 8’ Isidor 55’ Cassierra 59’ Claudinho |

| Arbitro: | Moskalëv |

|               |           |                               |
| Cassierra 22’ | Marcatori | 59’ Glušenkov 90+1’ Tiknizjan |

| Arbitro: | Ivanov |

|                                    |           |            |
| Vorob'ëv 7’ Pérez 25’ Mansilla 36’ | Marcatori | 2’ Mantuan |

| Arbitro: | Bezborodov |

|  |           |                                   |
|  | Marcatori | 9’ (rig.) Claudinho 30’ Cassierra |

| Arbitro: | Čistjakov |

|                                |           |            |
| Wendel 53’, 80’ Mostovoj 90+5’ | Marcatori | 90+8’ Ežov |

| Arbitro: | Karasëv |

|                           |           |            |
| Sergeev 32’ Cassierra 37’ | Marcatori | 24’ Konaté |

| Arbitro: | Suchoj |

|  |           |                           |
|  | Marcatori | 63’ Sergeev 77’ Cassierra |

| Arbitro: | Karasëv |

|               |           |              |
| Cassierra 70’ | Marcatori | 63’ Spercjan |

#### Girone di ritorno
| Arbitro: | Levnikov |

|                                        |           |  |
| Rodrigão 45+2’ Isidor 58’ Mostovoj 89’ | Marcatori |  |

| Arbitro: | Suchoj |

|                                                |           |               |
| Keržakov 8’ (aut.) Glušenkov 59’ Tiknizjan 88’ | Marcatori | 41’ Cassierra |

| Arbitro: | Ivanov |

|               |           |  |
| Cassierra 15’ | Marcatori |  |

| San Pietroburgo 2 marzo 2024, ore 19:30 MSK 19ª giornata | Zenit San Pietroburgo | 0 – 0 referto | Spartak Mosca | Gazprom Arena (57 858 spett.)\| Arbitro: \| Karasëv \| |
| Arbitro:                                                 | Karasëv               |               |               |                                                        |

| Arbitro: | Kukujan |

|                |           |                                                      |
| Bicfalvi 90+2’ | Marcatori | 38’ D. Santos 57’ Mostovoj 66’ Cassierra 81’ Sergeev |

| Arbitro: | Čistjakov |

|  |           |                         |
|  | Marcatori | 50’ Daku 67’ Martynovič |

| Arbitro: | Šafeev |

|          |           |           |
| Šitov 1’ | Marcatori | 23’ Artur |

| Arbitro: | Suchoj |

|              |           |  |
| Pedrinho 42’ | Marcatori |  |

| Arbitro: | Ivanov |

|           |           |                         |
| Olaza 16’ | Marcatori | 47’ Cassierra 63’ Artur |

| Arbitro: | Bezborodov |

|               |           |  |
| Claudinho 23’ | Marcatori |  |

| Arbitro: | Kukujan |

|              |           |  |
| Tjukavin 76’ | Marcatori |  |

| Arbitro: | Suchoj |

|                      |           |               |
| Markov 90+11’ (rig.) | Marcatori | 41’ D. Santos |

| Arbitro: | Ivanov |

|  |           |                  |
|  | Marcatori | 58’ (rig.) Čalov |

| Arbitro: | Karasëv |

|            |           |                                 |
| Konaté 11’ | Marcatori | 3’, 9’, 44’, 46’, 51’ Cassierra |

| Arbitro: | Meškov |

|                              |           |             |
| Mantuan 65’ (rig.) Artur 85’ | Marcatori | 54’ Ronaldo |

### Coppa di Russia

#### Fase a gironi (percorso Prem'er-Liga)
| Arbitro: | Cyganok |

|                           |           |  |
| Mantuan 39’ Claudinho 80’ | Marcatori |  |

| Arbitro: | Čëban |

|  |           |             |
|  | Marcatori | 50’ Sergeev |

| Arbitro: | Cyganok |

|               |           |  |
| Henríquez 42’ | Marcatori |  |

| Arbitro: | Galimov |

|                                    |                      |                                          |
| Kovačev 4’ Olejnikov 14’ Il'in 69’ | Marcatori            | 27’, 33’ Sergeev 42’ Cassierra           |
| Il'in Todorović Charin D. Júnior   | Tiri di rigore 2 – 4 | Cassierra Isidor Queiroz Renan Claudinho |

| Arbitro: | Suchoj |

|                         |           |               |
| Sergeev 18’ Queiroz 64’ | Marcatori | 24’ Bistrović |

| Arbitro: | Kukujan |

|             |           |  |
| Sergeev 87’ | Marcatori |  |

#### Fase finale (percorso Prem'er-Liga)
| Arbitro: | Kukujan |

|            |           |  |
| Smolov 74’ | Marcatori |  |

| Arbitro: | Ivanov |

|                    |           |  |
| Cassierra 13’, 21’ | Marcatori |  |

| Arbitro: | Karasëv |

|            |           |                   |
| Ugalde 12’ | Marcatori | 55’, 65’ Pedrinho |

| San Pietroburgo 16 aprile 2024, ore 19:30 MSK Semifinale - Ritorno | Zenit San Pietroburgo | 0 – 0 referto | Spartak Mosca | Gazprom Arena (56 470 spett.)\| Arbitro: \| Suchoj \| |
| Arbitro:                                                           | Suchoj                |               |               |                                                       |

| Arbitro: | Karasëv |

|                 |           |             |
| Álip 53’ (aut.) | Marcatori | 84’ Erochin |

| Arbitro: | Kukujan |

|                                          |                      |                                          |
| Cassierra Isidor Mostovoj Álip Claudinho | Tiri di rigore 5 – 4 | Dávila Obljakov Zabolotnyj Diveev Musaev |

#### Super Finale
| Arbitro: | Karasëv |

|          |           |                     |
| Alex 40’ | Marcatori | 81’ Nino 90+5’ Álip |

### Supercoppa
| Arbitro: | Karasëv |

|                                               |                      |                                               |
| Malcom Sutormin Mostovoj Bakaev Sergeev Renan | Tiri di rigore 5 – 4 | Čalov Gaich Nababkin Zabolotnyj Gajić Ermakov |

## Statistiche

### Statistiche di squadra
| Competizione         | Punti | In casa | In casa | In casa | In casa | In casa | In casa | In trasferta | In trasferta | In trasferta | In trasferta | In trasferta | In trasferta | Totale | Totale | Totale | Totale | Totale | Totale | DR  |
| Competizione         | Punti | G       | V       | N       | P       | Gf      | Gs      | G            | V            | N            | P            | Gf           | Gs           | G      | V      | N      | P      | Gf     | Gs     | DR  |
| -------------------- | ----- | ------- | ------- | ------- | ------- | ------- | ------- | ------------ | ------------ | ------------ | ------------ | ------------ | ------------ | ------ | ------ | ------ | ------ | ------ | ------ | --- |
| Prem'er-Liga         | 57    | 15      | 9       | 2       | 4       | 23      | 12      | 15           | 8            | 4            | 3            | 29           | 15           | 30     | 17     | 6      | 7      | 52     | 27     | +25 |
| Coppa di Russia      | 14    | 6       | 4       | 2       | 0       | 7       | 1       | 7            | 3            | 2            | 2            | 9            | 8            | 13     | 7      | 4      | 2      | 16     | 9      | +7  |
| Supercoppa di Russia | -     | 0       | 0       | 0       | 0       | 0       | 0       | 1            | 0            | 1            | 0            | 0            | 0            | 1      | 0      | 1      | 0      | 0      | 0      | 0   |
| Totale               | 71    | 21      | 13      | 4       | 4       | 30      | 13      | 23           | 11           | 7            | 5            | 38           | 23           | 44     | 24     | 11     | 9      | 68     | 36     | +32 |

### Andamento in campionato
| Giornata  | 1 | 2 | 3 | 4 | 5 | 6 | 7 | 8 | 9 | 10 | 11 | 12 | 13 | 14 | 15 | 16 | 17 | 18 | 19 | 20 | 21 | 22 | 23 | 24 | 25 | 26 | 27 | 28 | 29 | 30 |
| --------- | - | - | - | - | - | - | - | - | - | -- | -- | -- | -- | -- | -- | -- | -- | -- | -- | -- | -- | -- | -- | -- | -- | -- | -- | -- | -- | -- |
| Luogo     | T | T | C | C | T | C | T | T | C | T  | T  | C  | C  | T  | C  | C  | T  | C  | C  | T  | T  | C  | T  | C  | C  | T  | T  | C  | T  | C  |
| Risultato | V | N | P | V | V | V | N | V | P | P  | V  | V  | V  | V  | N  | V  | P  | V  | N  | V  | P  | N  | V  | V  | V  | P  | N  | P  | V  | V  |
| Posizione | 2 | 3 | 7 | 7 | 4 | 2 | 4 | 2 | 3 | 4  | 3  | 2  | 2  | 2  | 2  | 1  | 2  | 2  | 2  | 1  | 1  | 1  | 1  | 1  | 1  | 1  | 1  | 2  | 2  | 1  |

Legenda:

Luogo: C = Casa; T = Trasferta. Risultato: V = Vittoria; N = Pareggio; P = Sconfitta.

### Statistiche dei giocatori
Sono in corsivo i calciatori che hanno lasciato la società a stagione in corso.
| Giocatore    | Prem'er-Liga | Prem'er-Liga | Prem'er-Liga | Prem'er-Liga | Coppa di Russia | Coppa di Russia | Coppa di Russia | Coppa di Russia | Supercoppa di Russia | Supercoppa di Russia | Supercoppa di Russia | Supercoppa di Russia | Totale   | Totale | Totale      | Totale     |
| Giocatore    | Presenze     | Reti         | Ammonizioni  | Espulsioni   | Presenze        | Reti            | Ammonizioni     | Espulsioni      | Presenze             | Reti                 | Ammonizioni          | Espulsioni           | Presenze | Reti   | Ammonizioni | Espulsioni |
| ------------ | ------------ | ------------ | ------------ | ------------ | --------------- | --------------- | --------------- | --------------- | -------------------- | -------------------- | -------------------- | -------------------- | -------- | ------ | ----------- | ---------- |
| I. Achmetov  | 2            | 0            | 0            | 0            | 4               | 0               | 0               | 0               | 0                    | 0                    | 0                    | 0                    | 6        | 0      | 0           | 0          |
| A. Adamov    | 1            | 0            | 0            | 0            | 0               | 0               | 0               | 0               | 0                    | 0                    | 0                    | 0                    | 1        | 0      | 0           | 0          |
| D. Adamov    | 9            | -6           | 0            | 0            | 7               | -4              | 0               | 0               | 0                    | 0                    | 0                    | 0                    | 16       | -10    | 0           | 0          |
| N. Álip      | 25           | 0            | 4            | 0            | 12              | 1               | 1               | 0               | 0                    | 0                    | 0                    | 0                    | 37       | 1      | 5           | 0          |
| Artur        | 11           | 3            | 1            | 0            | 6               | 0               | 0               | 0               | 0                    | 0                    | 0                    | 0                    | 17       | 3      | 1           | 0          |
| Z. Bakaev    | 3            | 0            | 1            | 0            | 3               | 0               | 0               | 0               | 1                    | 0                    | 0                    | 0                    | 7        | 0      | 1           | 0          |
| W. Barrios   | 29           | 0            | 2            | 1            | 9               | 0               | 1               | 0               | 1                    | 0                    | 0                    | 0                    | 39       | 0      | 3           | 1          |
| M. Cassierra | 28           | 21           | 2            | 0            | 9               | 3               | 0               | 0               | 1                    | 0                    | 0                    | 0                    | 38       | 24     | 2           | 0          |
| D. Čistjakov | 5            | 0            | 0            | 0            | 2               | 0               | 0               | 0               | 1                    | 0                    | 0                    | 0                    | 8        | 0      | 0           | 0          |
| Claudinho    | 30           | 4            | 3            | 0            | 12              | 1               | 3               | 0               | 1                    | 0                    | 1                    | 0                    | 43       | 5      | 7           | 0          |
| S. Eraković  | 26           | 0            | 6            | 0            | 10              | 0               | 0               | 0               | 0                    | 0                    | 0                    | 0                    | 36       | 0      | 6           | 0          |
| A. Erochin   | 19           | 0            | 1            | 0            | 9               | 1               | 1               | 0               | 0                    | 0                    | 0                    | 0                    | 28       | 1      | 2           | 0          |
| M. Fernandes | 12           | 0            | 0            | 0            | 6               | 0               | 1               | 0               | 0                    | 0                    | 0                    | 0                    | 18       | 0      | 1           | 0          |
| W. Isidor    | 14           | 2            | 0            | 0            | 7               | 0               | 1               | 0               | 0                    | 0                    | 0                    | 0                    | 21       | 2      | 1           | 0          |
| V. Karavaev  | 23           | 0            | 2            | 0            | 7               | 0               | 0               | 0               | 1                    | 0                    | 0                    | 0                    | 31       | 0      | 2           | 0          |
| M. Keržakov  | 20           | -18          | 0            | 0            | 2               | -1              | 0               | 0               | 1                    | -0                   | 0                    | 0                    | 23       | -19    | 0           | 0          |
| A. Kovalenko | 6            | 0            | 1            | 0            | 8               | 0               | 0               | 0               | 0                    | 0                    | 0                    | 0                    | 14       | 0      | 1           | 0          |
| D. Krugovoj  | 12           | 0            | 0            | 0            | 6               | 0               | 1               | 0               | 0                    | 0                    | 0                    | 0                    | 18       | 0      | 1           | 0          |
| Malcom       | 0            | 0            | 0            | 0            | 0               | 0               | 0               | 0               | 1                    | 0                    | 0                    | 0                    | 1        | 0      | 0           | 0          |
| G. Mantuan   | 26           | 3            | 1            | 0            | 10              | 1               | 0               | 0               | 1                    | 0                    | 0                    | 0                    | 37       | 4      | 1           | 0          |
| A. Mostovoj  | 21           | 3            | 1            | 0            | 8               | 0               | 0               | 0               | 1                    | 0                    | 0                    | 0                    | 30       | 3      | 1           | 0          |
| Nino         | 12           | 0            | 2            | 0            | 4               | 1               | 0               | 0               | 0                    | 0                    | 0                    | 0                    | 16       | 1      | 2           | 0          |
| Pedrinho     | 11           | 1            | 0            | 0            | 5               | 2               | 1               | 0               | 0                    | 0                    | 0                    | 0                    | 16       | 3      | 1           | 0          |
| D. Queiroz   | 10           | 0            | 0            | 0            | 5               | 1               | 2               | 0               | 1                    | 0                    | 0                    | 0                    | 16       | 1      | 2           | 0          |
| R. Renan     | 4            | 0            | 0            | 0            | 3               | 0               | 1               | 0               | 1                    | 0                    | 0                    | 0                    | 8        | 0      | 1           | 0          |
| Rodrigão     | 16           | 0            | 2            | 0            | 7               | 0               | 1               | 0               | 0                    | 0                    | 0                    | 0                    | 23       | 0      | 3           | 0          |
| D. Santos    | 26           | 3            | 5            | 0            | 9               | 0               | 1               | 0               | 1                    | 0                    | 0                    | 0                    | 36       | 3      | 6           | 0          |
| I. Sergeev   | 26           | 6            | 2            | 0            | 12              | 5               | 1               | 0               | 1                    | 0                    | 0                    | 0                    | 39       | 11     | 3           | 0          |
| A. Sutormin  | 7            | 0            | 1            | 0            | 4               | 0               | 1               | 0               | 1                    | 0                    | 0                    | 0                    | 12       | 0      | 2           | 0          |
| D. Vasil'ev  | 9            | 0            | 0            | 0            | 6               | 0               | 2               | 0               | 1                    | 0                    | 0                    | 0                    | 16       | 0      | 2           | 0          |
| A. Vasjutin  | 1            | -3           | 0            | 0            | 4               | -4              | 0               | 0               | 0                    | 0                    | 0                    | 0                    | 5        | -7     | 0           | 0          |
| Wendel       | 27           | 4            | 4            | 0            | 8               | 0               | 2               | 0               | 0                    | 0                    | 0                    | 0                    | 35       | 4      | 6           | 0          |